# Paratrichogramma giraulti
Paratrichogramma giraulti är en stekelart som beskrevs av Hayat och Shuja-uddin 1980. Paratrichogramma giraulti ingår i släktet Paratrichogramma och familjen hårstrimsteklar. Inga underarter finns listade i Catalogue of Life.